# Harry Zörnack
Harry Zörnack, nemški rokometaš, * 8. marec 1939, Svobodno mesto Danzig.
Leta 1972 je na poletnih olimpijskih igrah v Münchnu v sestavi vzhodnonemške rokometne reprezentance osvojil četrto mesto.